# Michael Dillon (Botaniker)
Michael Owen Dillon (* 1947) ist ein US-amerikanischer Botaniker. Sein botanisches Autorenkürzel lautet „M.O.Dillon“.

## Leben und Wirken
Michael O. Dillon ist am Field Museum of Natural History Chicago beschäftigt. Er ist Herausgeber für das Internet-Projekt ABIS.
Seine Arbeitsschwerpunkte sind die Systematik von Nachtschattengewächsen sowie die Evolution und Artbildungsprozesse der Loma-Formationen Chiles und Perus. Er ist Herausgeber für das Projekt Flora Neotropica.